# 하이즈엉성
하이즈엉성(베트남어: Tỉnh Hải Dương / 省海陽)은 베트남 북부 홍강 삼각주 지역에 있었던 옛 성이다. 성도는 하이즈엉시이며, 인구는 1,892,254명 (2019년), 면적은 1,668.28km2에 이른다.
하이즈엉이라는 말은 한월어 해양(海陽)의 베트남어 독음에서 온 단어이다. 이 이름이 공식적으로 등장한 것은 1498년이다. 봉건시대에 하이즈엉은 하노이 동쪽에서 남중국해까지 광활한 지역을 가리켰다. 이 지역은 현대 하이즈엉, 하이퐁, 대부분의 흥옌성, 꽝닌성의 남서쪽 일부에 해당한다.
2025년 6월 12일에 하이즈엉성 하이퐁 성에 편입되었다.

## 지리
하이즈엉시는 북베트남의 중앙에 위치하고 있으며, 면적은 51번째 순위로 1,661.2km2이다. 6개의 성에 경계를 접하고 있으며, 박닌성, 박장성, 꽝닌성이 북쪽으로 있고, 흥옌성이 서쪽으로, 하이퐁이 동쪽으로, 타이빈성이 남쪽으로 접해 있다.
고속도로는 5번, 18번, 183번, 37번 고속도로가 지나며, 중요한 지리적 요충지이다.

### 기후
하이즈엉은 열대 우림 기후의 영향 하에 있으며, 찬바람과 지열 그리고 높은 습도를 가지고 있다. 남동풍과 북동풍, 이 두 형태의 바람이 불며, 날씨는 뚜렷한 사계절을 가지고 있다. 2월초에서 4월 초는 건기에서 우기로 바뀌면서 비를 뿌리고, 우기는 4월에서 10월까지 계속된다.
연간 평균 강수량은 1300~1700mm, 평균 기온은 23.5 °C, 그리고 연간 일조량은 1,524시간이며 습도는 상대습도는 85~87%에 이른다.

## 행정 구역
2개의 성시와 10개의 현으로 구성되어 있다.

### 시 (타인포)
- 하이즈엉시 (Thành phố Hải Dương / 海陽市)
- 찌린시 (Thành phố Chí Linh / 至靈市)

### 시사
- 낀몬 시사 (Thị xã Kinh Môn / 荊門市社)

### 현
- 빈장현 (Huyện Bình Giang / 平江縣)
- 껌장현 (Huyện Cẩm Giàng / 錦江縣)
- 잘록현 (Huyện Gia Lộc / 嘉祿縣)
- 낌타인현 (Huyện Kim Thành / 金城縣)
- 남삭현 (Huyện Nam Sách / 南策縣)
- 닌장현 (Huyện Ninh Giang / 寧江縣)
- 타인하현 (Huyện Thanh Hà / 靑河縣)
- 타인미엔현 (Huyện Thanh Miện / 靑沔縣)
- 뜨끼현 (Huyện Tứ Kỳ / 四岐縣)

## 인구 통계
2019년 4월 1일 현재 하이즈엉성의 인구는 189만 2254명이다. 하이즈엉성은 또한 베트남 북부에서 가장 인구가 많은 지방이다. (하노이와 하이퐁 - 중앙 정부 직속 2개 도시를 제외하고) 인구 구성은 농촌이 68.07%, 도시에는 31.93%에 살고 있다.
2019년 4월 1일 기준으로, 이 지방은 6개의 다른 종교기 존재하며, 종교인은 98,274명에 이른다. 가톨릭이 가장 많은 사람은 52,812명이고, 불교가 45,290명으로 그 뒤를 이으며, 개신교는 163명이다. 이슬람교와 같은 다른 종교는 7명인데, 호아하오교와 까오다이교는 각각 1명뿐이다.

## 문화

### 요리
- 바인 더우싸인
- 푸록 술